# Бармашурське сільське поселення
Бармашу́рське сільське поселення (рос. Бармашурское сельское поселение) — муніципальне утворення у складі Ярського району Удмуртії, Росія. Адміністративний центр — присілок Бармашур.

## Історія
Станом на 2002 рік територія сільського поселення входила до складу Дізьмінської сільської ради, а присілок Ярський Льнозавод перебував у складі Ярської селищної ради.

## Географія
Площа поселення становить 61,90 км², з них під сільським господарством 36,78 км², лісами 5,2 км²; болота 13 га. Клімат помірно-континентальний. Максимальна температура липня +36,3 °C, опади 365 мм, зима холодна і багатосніжна (70 см).

## Господарство
У поселені діють СПК «Мир» та 3 фермерських господарства. Врожайність зернових станом на 2010 рік становила 10,5 ц/га. Розводять велику рогату худобу (886 голів, з них 460 корів). Вироблено 30 т м'яса та 1,3 тис. л молока (2713 л на 1 корову).
Через поселення проходить автобус маршрутом Яр-Зюїно, який робить зупинку в присілку Бармашур (курсує 5 днів на тиждень).
У поселенні діють: дитячий садок, бібліотека, 2 клуби. З підприємств працюють: СВК «Мир», цех з переробки та зберігання сировини ТОВ «Уканське», Ярська газова дільниця філіалу «Глазовгаз», ТОВ «Штурман», агробудівнича фірма «Чепца» та агрофірма «Ера».

## Персоналії
Серед відомих уродженців:
- Баришников Степан Павлович — революціонер та комуністичний діяч
- Павлов Артемій Юхимович — революціонер та комуністичний діяч

## Населення
Населення — 737 осіб (2017; 787 у 2015, 865 у 2012, 913 у 2010, 1056 у 2002).

## Склад
До складу поселення входять такі населені пункти:
| Населений пункт             | Населення, осіб (2002) | Населення, осіб (2010) | Населення, осіб (2012) |
| --------------------------- | ---------------------- | ---------------------- | ---------------------- |
| Бармашур, присілок          | 518                    | 500                    | 484                    |
| Дома 1124 км, без статусу   | 7                      | 8                      | 8                      |
| Кичино, присілок            | 119                    | 126                    | 131                    |
| Яр, присілок                | 173                    | 115                    | 91                     |
| Ярський Льнозавод, присілок | 239                    | 164                    | 151                    |